# 细叶结缕草
细叶结缕草（学名：[Zoysia tenuifolia] 错误：{{Lang}}：文本有斜体标记（帮助）），又名天鹅绒草、高麗芝、台湾草、朝鲜草、朝鲜结缕草、韩国草，为禾本科结缕草属的一种植物。分布于热带亚洲以及中国大陆的南部地区等地，目前尚未由人工引种栽培。